# Hardstyle Dimension
Hardstyle Dimension – album Dj-a Blutonium Boy z gatunku Hardstyle. Był nagrywany w 2007 roku, a wydany w 2008. Płyta została wydana przez dwie wytwórnie, wydana w Australii przez Ministry Of Sound i w Niemczech przez ZYX Music.

## Lista utworów
1. Intro 3:52
2. Floorkilla 2007 4:02
3. Mama 4:18
4. Acid Over Sydney 3:40
5. Hardstyle Dimension 3:51
6. Give It To Her 3:46
7. Euphobia 5:17
8. Hardstyle Instructor Returns 3:54
9. Passion 4:22
10. Infusco 4:02
11. Leon 4:04
12. Dark Angel 4:17
13. Sphere 4:54
14. The Guru 4:03
15. Sound Like This 3:38